# Hebei Football Club
Maillots
Le Hebei Football Club (en chinois : 河北足球俱乐部), plus couramment abrégé en Hebei FC, est un ancien club chinois de football fondé en 2010 et disparu en 2023 qui était basé dans la ville de Langfang, dans la province du Hebei. Le club jouait ses matchs à domicile au Lanfang Stadium.

## Histoire

### Création et débuts dans les sous-chambres du football chinois (2010-2015)
Le club est fondé le 28 mai 2010 sous le nom de Hebei Zhongji par la fédération de football de la province du Hebei et l'entreprise Hebei Zhongji qui ont promis d'investir trois millions de yuans par an pour les quatre prochaines saisons. Le club évolue troisième division chinoises sous le nom de Hebei Yilin Shanzhuang (chinois simplifié : 河北 依林 山庄) pour des raisons de parrainage pendant la saison 2011. Ils n'ont malheureusement pas réussi à se qualifier pour les play-offs après avoir terminé à la 5e place de la phase de groupes. Le 17 octobre 2011, les relations entre la fédération de Hebei et le Hebei Zhongji Group se sont détériorées et le Hebei Zhongji Group a pris la totale possession du club tandis que les joueurs qui appartenaient à la fédération de Hebei se sont séparés en une nouvelle équipe appelée Hebei Youth. Pendant la saison 2012, le Hebei Zhongji termine à la 1ère place dans le Groupe Nord avec 18 victoires, 5 nuls et seulement 1 défaite, mais a été éliminé en quart de finale des Play-offs par le Hubei China-Kyle avec le score à 1-1, perdant sur la règle des buts à l'extérieur. Le 27 janvier 2015, le club est racheté par la China Fortune Land Development Company. Le manager serbe Radomir Antić a signé un contrat de trois ans avec le club le même jour. Le club est promu pour la première fois de son histoire en Super League chinoise à l'issue de la saison 2015 après avoir fini à la deuxième place et est renommé Hebei China Fortune (chinois simplifié : 河北 华夏 幸福). 

### Évolution en première division (2016-2023)
Pour sa toute première saison dans l'élite du football chinois, le club recrute de nombreux joueurs issus de grand clubs pendant l'intersaison : le turc Ersan Gülüm, le camerounais Stéphane Mbia, l'ivoirien Gervinho, le congolais Gaël Kakuta et l'argentin Ezequiel Lavezzi. En août 2016, le Chilien Manuel Pellegrini est devenu directeur du club, dans le cadre d'un plan plus vaste pour le Hebei China Fortune F.C. et le football chinois pour faire un grand bond en avant d'ici la fin de la décennie. Pour sa première saison en première division, le club finira à la septième place.
Pendant l'intersaison 2016-2017, le club recrute le brésilien de la Juventus Turin, Hernanes. Le club réalisera une bonne saison 2017 en finissant à la quatrième place.
En janvier 2018, le club fait l'acquisition du joueur argentin Javier Mascherano et poursuit son processus de développement du club avec la nomination de l'ancien sélectionneur gallois Chris Coleman le 10 juin 2018. Le club recrutera en cours de saison le marocain Ayoub El Kaabi pour 6 millions d'euros. Le Hebei CF finira à la sixième position. 
Malheureusement, en cours de saison et pendant l'intersaison 2018-2019, le club voit partir beaucoup de ses joueurs dont ceux qu'il avait recruté après sa promotion. Le club a cependant gardé les Argentins Lavezzi et Mascherano, bien que ces deux joueurs fussent vieillissants et a notamment recruté le Brésilien Marcão en début de saison pour 5,3 millions d'euros. Malheusement, ils n'empêcheront pas la mauvaise saison du club. Le joueur qui aurait pu aider le club à s'en sortir, El Kaabi, a lui marqué 3 buts sur ses trois premiers matchs mais n'a plus rien fait les 17 journées suivantes (1 seul but sur cette période) avant d'être prêté au Wydad Casablanca. Quant à Marcão, celui-ci réalisera une bonne saison d'un point de vue personnel en marquant 11 fois en 26 matchs en championnat. Le club finira cependant à la onzième place du championnat, bien loin des attentes du club.
Pour la saison 2020, le club veut se ressaisir. Malgré les départs de Ezequiel Lavezzi (qui a pris sa retraite) et de Javier Mascherano (parti, libre, au Club Estudiantes), le club achète le brésilien Paulinho ainsi que le bosnien Samir Memisevic. Malheureusement, le début de la saison est retardé à cause de la pandémie de coronavirus.

## Palmarès
| Compétitions nationales                                                                                 |
| --- |
| - Championnat de Chine D2 : - Vice-champion : 2015. - Championnat de Chine D3 : - Vice-champion : 2013. |

## Identité du club

### Propriétaires et noms du club
| Période   | Propriétaire                   | Nom du club                       |
| --------- | ------------------------------ | --------------------------------- |
| 2011      | Hebei Zhongji Group            | Hebei Zhongji Football Club       |
| 2012–2014 | Hebei Zhongji Group            | Hebei Zhongji Football Club       |
| 2015      | China Fortune Land Development | Hebei Zhongji Football Club       |
| 2016–2020 | China Fortune Land Development | Hebei China Fortune Football Club |
| 2021-2023 | China Fortune Land Development | Hebei Football Club               |

### Logos du club

Logo de 2016 à 2020

## Personnalités du club

### Présidents du club
- Zhang Sen

### Entraîneurs du club[2]
| - Wei Yuanhao (28 mai 2010 - 13 octobre 2011) - Zhang Yandong (14 octobre 2011 - 15 août 2013) - Guo Ruilong (16 août 2013 - 3 décembre 2013) - Huang Yang (4 décembre 2013 - 25 décembre 2013) - Nelson Agresta (26 décembre 2013 - 14 août 2014) |  | - Alejandro Larrea (14 août 2014 - 31 décembre 2014) - Radomir Antić (27 janvier 2015 - 18 août 2015) - Li Tie (18 août 2015 - 27 août 2016) - Manuel Pellegrini (27 août 2016 - 18 août 2018) - Chris Coleman (18 août 2018 - 15 mai 2019) |